# Homogenní diferenciální rovnice
Termín „homogenní“ se v matematice používá v několika významech:
1. Homogenní funkce
2. Homogenní typ diferenciálních rovnic prvního řádu
3. Homogenní diferenciální rovnice (v protikladu k „nehomogenním“ diferenciálním rovnicím); jedná se o vlastnost určitých lineárních diferenciálních rovnic, která nesouvisí s výše uvedenými dvěma případy

## Homogenní funkce
Definice. Funkci  {\displaystyle f(x)}  nazýváme homogenní funkcí stupně n, jestliže znásobením proměnné konstantním parametrem  {\displaystyle \lambda } dostaneme:
{\displaystyle f(\lambda x)=\lambda ^{n}f(x)\,.}
Tuto definici můžeme zobecnit na funkce více proměnných; například funkce dvou proměnných {\displaystyle f(x,y)} se nazývá homogenní stupně n, jestliže nahrazením obou proměnných  {\displaystyle x}  a  {\displaystyle y}  jejich násobkem  {\displaystyle \lambda x}  a  {\displaystyle \lambda y},  dostaneme
{\displaystyle f(\lambda x,\lambda y)=\lambda ^{n}f(x,y)\,.}
Příklad. Funkce  {\displaystyle f(x,y)=(2x^{2}-3y^{2}+4xy)}  je homogenní funkcí stupně 2 protože:
{\displaystyle f(\lambda x,\lambda y)=[2(\lambda x)^{2}-3(\lambda y)^{2}+4(\lambda x\lambda y)]=(2\lambda ^{2}x^{2}-3\lambda ^{2}y^{2}+4\lambda ^{2}xy)=\lambda ^{2}(2x^{2}-3y^{2}+4xy)=\lambda ^{2}f(x,y).}
Tato definice homogenní funkce se používá pro klasifikaci určitého typu diferenciálních rovnic prvního řádu.

## Homogenní typ diferenciálních rovnic prvního řádu
Obyčejná diferenciální rovnice prvního řádu ve tvaru:
{\displaystyle M(x,y)\,dx+N(x,y)\,dy=0}
je homogenního typu, jestliže obě funkce M(x, y) a N(x, y) jsou homogenní funkce stejného stupně n. To znamená, že vynásobením každé proměnná parametrem  {\displaystyle \lambda } dostáváme:
{\displaystyle M(\lambda x,\lambda y)=\lambda ^{n}M(x,y)\,}      a      {\displaystyle N(\lambda x,\lambda y)=\lambda ^{n}N(x,y)\,.}
odtud
{\displaystyle {\frac {M(\lambda x,\lambda y)}{N(\lambda x,\lambda y)}}={\frac {M(x,y)}{N(x,y)}}\,.}

### Metoda řešení
V podílu   {\displaystyle {\frac {M(tx,ty)}{N(tx,ty)}}={\frac {M(x,y)}{N(x,y)}}}
můžeme položit   {\displaystyle t=1/x}.   Tím podíl zjednodušíme na nějakou funkci {\displaystyle f} jedné proměnné {\displaystyle y/x}:
{\displaystyle {\frac {M(x,y)}{N(x,y)}}={\frac {M(tx,ty)}{N(tx,ty)}}={\frac {M(1,y/x)}{N(1,y/x)}}=f(y/x)\,.}
Provedeme substituci {\displaystyle y=ux} a výsledek zderivujeme pomocí součinového pravidla:
{\displaystyle {\frac {\mathrm {d} (ux)}{\mathrm {d} x}}=x{\frac {\mathrm {d} u}{\mathrm {d} x}}+u{\frac {\mathrm {d} x}{\mathrm {d} x}}=x{\frac {\mathrm {d} u}{\mathrm {d} x}}+u,}
čímž převedeme původní diferenciální rovnici na tvar umožňující separaci proměnných:
{\displaystyle x{\frac {\mathrm {d} u}{\mathrm {d} x}}=f(u)-u\,;}
tento tvar můžeme přímo integrovat (viz obyčejná diferenciální rovnice).

### Speciální případ
Diferenciální rovnici prvního řádu tvaru:
{\displaystyle (ax+by+c)\,\mathrm {d} x+(ex+fy+g)\,\mathrm {d} y=0\,,}
(kde a, b, c, e, f, g jsou konstanty) můžeme převést na homogenní tvar lineární transformací obou proměnných ({\displaystyle \alpha } a {\displaystyle \beta } jsou konstanty):
{\displaystyle t=x+\alpha ;\,\,\,\,z=y+\beta \,.}

## Homogenní lineární diferenciální rovnice
Definice. Lineární diferenciální rovnice se nazývá homogenní, pokud splňuje následující podmínku: Je-li  {\displaystyle \phi (x)}  řešením rovnice, pak je řešením i  {\displaystyle c\phi (x)}, kde {\displaystyle c} je libovolná (nenulová) konstanta. Aby tato podmínka byla splněna, každý term v lineární diferenciální rovnici se závislou proměnnou y musí obsahovat y nebo nějakou derivaci y; konstantní term homogenitu narušuje. Lineární diferenciální rovnice, která tuto podmínku nesplňuje, se nazývá nehomogenní.
Lineární diferenciální rovnice můžeme reprezentovat aplikací lineárního operátoru na y(x) kde x je nezávislá proměnná a y je závislá proměnná. Homogenní lineární diferenciální rovnice pak má následující tvar:
{\displaystyle L(y)=0\,}
{\displaystyle }kde L je diferenciální operátor tj. součet derivací, z nichž každá je znásobena nějakou funkcí  {\displaystyle f_{i}}  proměnné x:
{\displaystyle L=\sum _{i=1}^{n}f_{i}(x){\frac {\mathrm {d} ^{i}}{\mathrm {d} x^{i}}}\,;}
přitom  {\displaystyle f_{i}}  mohou být konstanty, ale všechny  {\displaystyle f_{i}}  se nesmí definitoricky rovnat nule.
Například následující diferenciální rovnice je homogenní
{\displaystyle \sin(x){\frac {\mathrm {d} ^{2}y}{\mathrm {d} x^{2}}}+4{\frac {\mathrm {d} y}{\mathrm {d} x}}+y=0\,,}
zatímco následující dvě jsou nehomogenní:
{\displaystyle 2x^{2}{\frac {\mathrm {d} ^{2}y}{\mathrm {d} x^{2}}}+4x{\frac {\mathrm {d} y}{\mathrm {d} x}}+y=\cos(x)\,;}
{\displaystyle 2x^{2}{\frac {\mathrm {d} ^{2}y}{\mathrm {d} x^{2}}}-3x{\frac {\mathrm {d} y}{\mathrm {d} x}}+y=2\,.}